# Национальная библиотека Швеции
Национальная библиотека Швеции; Шведская королевская библиотека (швед. Kungliga biblioteket) — национальная библиотека Швеции.

## История
История Национальной библиотеки Швеции берёт своё начало во времена короля Густава I Васы (середина XVI века), который начал собирать книги по истории, науке и теологии, а также географические карты. Собрание продолжили его сыновья: Эрик XIV, Юхан III и Карл IX. Хранилась коллекция во дворце «Три короны».
В 1620 году король Густав II Адольф передал часть собрания в только что основанную библиотеку Уппсальского университета. Свой вклад в пополнение королевской библиотеки внесла Тридцатилетняя война: были захвачены и перевезены в Швецию библиотеки Вюрцбурга (1631), университета Палацкого (1642) и Праги (1649).
В 1654 году королева Кристина, отрёкшись от престола, уехала в Рим и увезла с собой значительную часть книжного собрания, но её преемник Карл X Густав продолжил активно пополнять коллекцию.
В 1697 году в книгохранилище вспыхнул большой пожар: тогда сгорели 17 286 книг (уцелело 6700) и 1103 манускрипта (уцелело 283). Оставшиеся издания после этого хранились в разных дворцах Стокгольма, пока наконец в 1768 году снова не были собраны вместе в северо-восточном крыле новоотстроенного королевского дворца. В 1780 году библиотеку ждало крупное пополнение: туда были перемещено большинство книг из упразднённого Архива древностей. В 1792 году король Густав III подарил Национальной библиотеке около 14 500 книг из своей личной коллекции, а в 1796 году его сын Густав IV Адольф ещё 7500. Таким образом, к 1814 году в Национальной библиотеке насчитывалось около 40 тысяч единиц хранения.
В течение XIX века книжные пожертвования от монархов продолжались, и вскоре для хранения всех книг стало не хватать места, в связи с чем в 1877 году библиотека переехала в специально отстроенное для неё здание в парке Хумлегорден в центре Стокгольма. В 1887 году в библиотеке появилось первое электрическое освещение, но полностью электрифицирована она была лишь к 1964 году.
В 1953 году библиотека приобрела значительное число книг из Москвы и Ленинграда, в 1964 году было заключено соглашение между Национальной библиотекой Швеции и Ленинской библиотекой Москвы об обмене литературой.
В 1994—2004 годах глава отдела рукописей библиотеки Андерс Буриус похитил из неё 56 редких книг и продал их через аукционы. В 2013 году США, арестовавшие Буриуса, вернули Швеции два украденных тома.
В 2009 году подразделением библиотеки стал Шведский национальный архив звукозаписей и фильмов (швед. Statens ljud- och bildarkiv).
Национальная библиотека Швеции является партнёром Всемирной цифровой библиотеки и участницей VIAF.

## Собрание

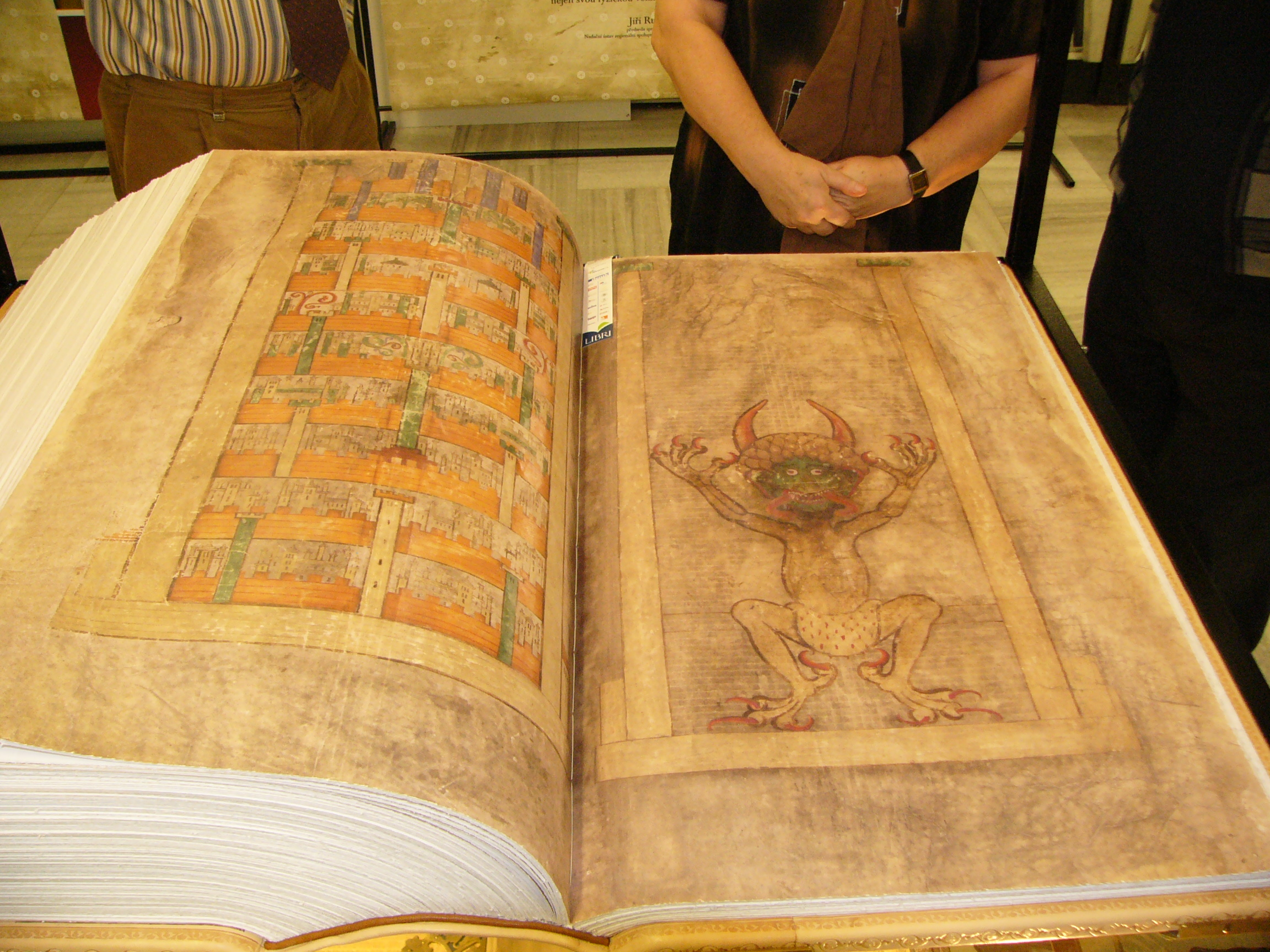
Гигантский кодекс

В библиотеке насчитывается около 18 миллионов единиц чтения: кроме обычных книг, газет и журналов есть рукописи, географические карты, меню, школьные классные журналы и др.; около 8 миллионов часов аудиовидеоматериалов; общая длина книжных полок составляет 140 километров; представлена коллекция из 850 шведских сатирических открыток, начиная с 1852 года.
Согласно шведскому «Акту об обязательном экземпляре», принятому ещё в 1661 году, издатели печатных материалов обязаны присылать одну копию каждой своей продукции в Национальную библиотеку и одну — в Национальный архив (ныне дополнительно по шесть копий в другие научно-исследовательские библиотеки страны). С 1 января 2013 года то же касается и производителей электронных информационных носителей.
Читателем библиотеки бесплатно может стать любой гражданин Швеции старше 18 лет. На́ дом информационные носители не выдаются, чтение обязательно в читальном зале.

### Примечательные издания
- Стокгольмский Золотой кодекс
- Гигантский кодекс
- Gripenhielms Mälarkarta[швед.]